# Drugi rząd Izraela
Drugi rząd Izraela – rząd Izraela, sformowany 1 listopada 1950, którego premierem został Dawid Ben Gurion z Mapai. Rząd został powołany przez koalicję mającą większość w Knesecie I kadencji, po upadku poprzedniego rządu Ben Guriona. Funkcjonował do 8 października 1951, kiedy to powstał kolejny rząd również pod przywództwem Dawida Ben Guriona.